# Semiothisa benguellae
Semiothisa benguellae là một loài bướm đêm trong họ Geometridae.